# Rapidità (relatività ristretta)
Nella teoria della relatività ristretta, la rapidità (da non confondere con la pseudorapidità) è una grandezza introdotta per poter scrivere le trasformazioni di Lorentz in maniera concisa. Questa grandezza {\displaystyle {\vec {\zeta }}} è definita come:
{\displaystyle \zeta _{i}={\frac {1}{2}}\ln \left(\displaystyle {\frac {1+\beta _{i}}{1-\beta _{i}}}\right)}
tale che {\displaystyle \beta =\tanh \zeta }, con {\displaystyle \beta _{i}={\frac {v_{i}}{c}}}

## Uso
Definendo come di consuetudine:
{\displaystyle \gamma =(1-\beta ^{2})^{-{\frac {1}{2}}}}
un boost di Lorentz lungo la direzione {\displaystyle x_{1}}
{\displaystyle \left\{{\begin{array}{l}x_{0}^{\prime }=\gamma \left(x_{0}-\beta x_{1}\right)\\x_{1}^{\prime }=\gamma \left(x_{1}-\beta x_{0}\right)\\x_{2}^{\prime }=x_{2}\\x_{3}^{\prime }=x_{3}\\\end{array}}\right.}
usando le relazioni {\displaystyle \gamma =\cosh(\zeta _{1})} e {\displaystyle \gamma \beta =\sinh(\zeta _{1})} può essere scritto come:
{\displaystyle \left\{{\begin{array}{l}x_{0}^{\prime }=x_{0}\cosh {\zeta _{1}}-x_{1}\sinh {\zeta _{1}}\\x_{1}^{\prime }=-x_{0}\sinh {\zeta _{1}}+x_{1}\cosh {\zeta _{1}}\\x_{2}^{\prime }=x_{2}\\x_{3}^{\prime }=x_{3}\end{array}}\right.}
che è l'espressione di una rotazione immaginaria. La più generale trasformazione di Lorentz, esprimibile tramite la matrice {\displaystyle \Lambda }, prende la forma
{\displaystyle \Lambda =e^{-{\vec {\zeta }}\cdot {\vec {K}}-{\vec {\omega }}\cdot {\vec {S}}}}
dove
{\displaystyle {\vec {S}}=(S_{1},S_{2},S_{3})} e {\displaystyle {\vec {K}}=(K_{1},K_{2},K_{3})}.
Le coordinate di {\displaystyle {\vec {S}}} e {\displaystyle {\vec {K}}} sono i generatori del gruppo di Lorentz.
{\displaystyle S_{1}=\left({\begin{array}{cccc}0&0&0&0\\0&0&0&0\\0&0&0&-1\\0&0&1&0\end{array}}\right)\quad S_{2}=\left({\begin{array}{cccc}0&0&0&0\\0&0&0&1\\0&0&0&0\\0&-1&0&0\end{array}}\right)\quad S_{3}=\left({\begin{array}{cccc}0&0&0&0\\0&0&1&0\\0&-1&0&0\\0&0&0&0\end{array}}\right)}
{\displaystyle K_{1}=\left({\begin{array}{cccc}0&1&0&0\\1&0&0&0\\0&0&0&0\\0&0&0&0\end{array}}\right)\quad K_{2}=\left({\begin{array}{cccc}0&0&1&0\\0&0&0&0\\1&0&0&0\\0&0&0&0\end{array}}\right)\quad K_{3}=\left({\begin{array}{cccc}0&0&0&1\\0&0&0&0\\0&0&0&0\\1&0&0&0\end{array}}\right)}
e generano rispettivamente le rotazioni attorno ai tre assi cartesiani, e i boost di Lorentz lungo tali assi. Il restante parametro {\displaystyle {\vec {\omega }}} ha come coordinate gli angoli di rotazione attorno ai tre assi spaziali.

## Proprietà
Un'ultima considerazione riguarda le rapidità di particelle viste in diversi sistemi di riferimento. Se prendiamo in considerazione come parametri per la descrizione del sistema l'impulso e la rapidità della particella si ha:
{\displaystyle {\tilde {\zeta _{i}}}=\zeta _{i}-Z}
dove se indichiamo con {\displaystyle {\tilde {k}}} un altro sistema di riferimento, con {\displaystyle k_{i}} il sistema di riferimento solidale alla {\displaystyle i}-esima particella, e se indichiamo
con una freccia una particolare trasformazione di Lorentz abbiamo:
{\displaystyle k{\stackrel {\zeta _{i}}{\rightarrow }}k_{i}{\stackrel {\tilde {\zeta _{i}}}{\leftarrow }}{\tilde {k}}}
e la {\displaystyle Z} è la rapidità della trasformazione da {\displaystyle k} a {\displaystyle {\tilde {k}}}. Dimostriamolo.
Intanto assegniamo al sistema {\displaystyle {\tilde {k}}} i parametri {\displaystyle {\vec {B}}} e {\displaystyle \Gamma } che ne definiscono il moto rispetto a {\displaystyle k}.
{\displaystyle \ln \left({\frac {p_{0}+p_{z}}{p_{0}-p_{z}}}\right)=2\zeta \qquad \quad \ln \left({\frac {{\tilde {p}}_{0}+{\tilde {p}}_{z}}{{\tilde {p}}_{0}-{\tilde {p}}_{z}}}\right)=2{\tilde {\zeta }}}
{\displaystyle 2({\tilde {\zeta }}-\zeta )=\ln \left[{\frac {({\tilde {p}}_{0}+{\tilde {p}}_{z})(p_{0}-p_{z})}{({\tilde {p}}_{0}-{\tilde {p}}_{z})(p_{0}+p_{z})}}\right]}
{\displaystyle {\begin{array}{l}{\tilde {p}}_{0}=\Gamma (p_{0}-Bp_{z})\\{\tilde {p}}_{z}=\Gamma (p_{z}-Bp_{0})\end{array}}\qquad {\mbox{ con }}\Gamma ={\frac {1}{\sqrt {1-B^{2}}}}}
{\displaystyle {\tilde {p}}_{0}+{\tilde {p}}_{z}=\Gamma (p_{0}+p_{z})(1-B)\quad {\mbox{ e }}\quad {\tilde {p}}_{0}-{\tilde {p}}_{z}=\Gamma (p_{0}-p_{z})(1+B)}
quindi
{\displaystyle 2({\tilde {\zeta }}-\zeta )=\ln \left({\frac {1-B}{1+B}}\right)=\ln \left({\frac {\cosh Z-\sinh Z}{\sinh Z+\cosh Z}}\right)=\ln \left({\frac {e^{-Z}+e^{-Z}}{e^{Z}+e^{Z}}}\right)=\ln e^{-2Z}=-2Z}
La comodità di utilizzare come parametri {\displaystyle {\vec {p}}} e {\displaystyle \zeta } è quella per cui in due diversi sistemi di riferimento le rapidità delle particelle risultano traslate
di un valore fisso {\displaystyle Z} che rappresenta la rapidità della trasformazione di Lorentz che collega i due sistemi di riferimento.